# Řecko na Letních olympijských hrách 1984
Řecko se účastnilo Letní olympiády 1984 v americkém Los Angeles. Zastupovalo ho 63 sportovců (59 mužů a 4 ženy) v 11 sportech.

## Medailisté
| Medaile | Jméno                 | Sport | Soutěž                     |
| ------- | --------------------- | ----- | -------------------------- |
| Stříbro | Dimitrios Thanopoulos | Zápas | muži řecko-římský do 82 kg |
| Bronz   | Babis Cholidis        | Zápas | muži řecko-římský do 57 kg |